# Seaside Bound
「Seaside Bound」（シーサイド バウンド）は、SKY-HIの楽曲で、4枚目のシングルである。2015年7月15日発売。発売元はavex trax。
前作「カミツレベルベット」から約4ヶ月ぶりのシングルで、表題曲は、テレビ朝日系音楽番組『BREAK OUT』オープニングテーマ。

## 収録曲

### CD+DVD①
CD
1. Seaside Bound [4:34]
ラブソング。完全に曲を作り終えてから作詞が行われた。夏を意識して作られた楽曲だが、パーティーチューンなテンションな曲にはしたくなかったという。だが、ライブで盛り上がるような曲にしたいということから、感情の波打つ感じを生み出せればいいなという思いを込め制作された[1]。
『TRICKSTER』収録曲の「TOKYO SPOTLIGHT」以来となるSONPUBとの共同制作となった[2]。夏のキラーチューンを作りたいという会話を2人でしており、実現した形となった。作曲段階からSUNPUBのことを意識してビートを打ったと語っており、曲が全部できあがってから編曲という形で依頼した。最初はカップリング曲の制作の方向でいたが、リード曲での制作となった[1]。
ミュージック・ビデオはシネマスコープで制作された[3]。
2. F-3 [3:13]
ヒップホップのリリックとして書かれた楽曲で、歌詞にはダブルミーニング、トリプルミーニングが絡む構成となっている[1]。
日本はもう戦時中という意識で書かれた曲で、「日本と我々は戦争中である。」と普通に述べられているISILの声明文などを受けて書かれた[4]。又、この楽曲で登場するリリックの一部が9枚目のシングル「Silly Game」でも引用されている。
PVにはAKLO、SALU、KEN THE 390、KLOOZ、TAKUMA THE GREAT、NIHA-C、Moroが出演している。
2023年2月18日に日比谷野外大音楽堂で開催されたヒップホップイベント、『FUYU NO YAON』に出演した際は、ビースティ・ボーイズの「Ch-Check It Out」のトラックに「F-3」のラップを乗せたものを披露した[5]。
3. Seaside Bound (Instrumental) [4:34]
4. F-3 (Instrumental)[3:14]
5. Seaside Bound (Acappella) [4:34]
6. F-3 (Acappella) [2:57]

DVD
1. Seaside Bound (Music Clip)
2. F-3 (Music Clip)
3. Seaside Bound (Music Clip Making)

### CD+DVD②
CD
1. Seaside Bound
2. F-3
3. Seaside Bound (Instrumental)
4. F-3 (Instrumental)
5. Seaside Bound (Acappella)
6. F-3 (Acappella)

DVD
1. インタビュー and ライブダイジェスト (SKY-HI TOUR 2015 –Ride my Limo- @赤坂BLITZ)
2. Blanket (SKY-HI TOUR 2015 –Ride my Limo- @赤坂BLITZ)
3. Serial (SKY-HI TOUR 2015 –Ride my Limo- @赤坂BLITZ)

### CD
CD
1. Seaside Bound
2. F-3
3. Seaside Bound (Instrumental)
4. F-3 (Instrumental)
5. Seaside Bound (Acappella)
6. F-3 (Acappella)